# Incisalia solatus
Incisalia solatus är en fjärilsart som beskrevs av Cook och Watson 1909. Incisalia solatus ingår i släktet Incisalia och familjen juvelvingar. Inga underarter finns listade i Catalogue of Life.